# 채양 (후한)

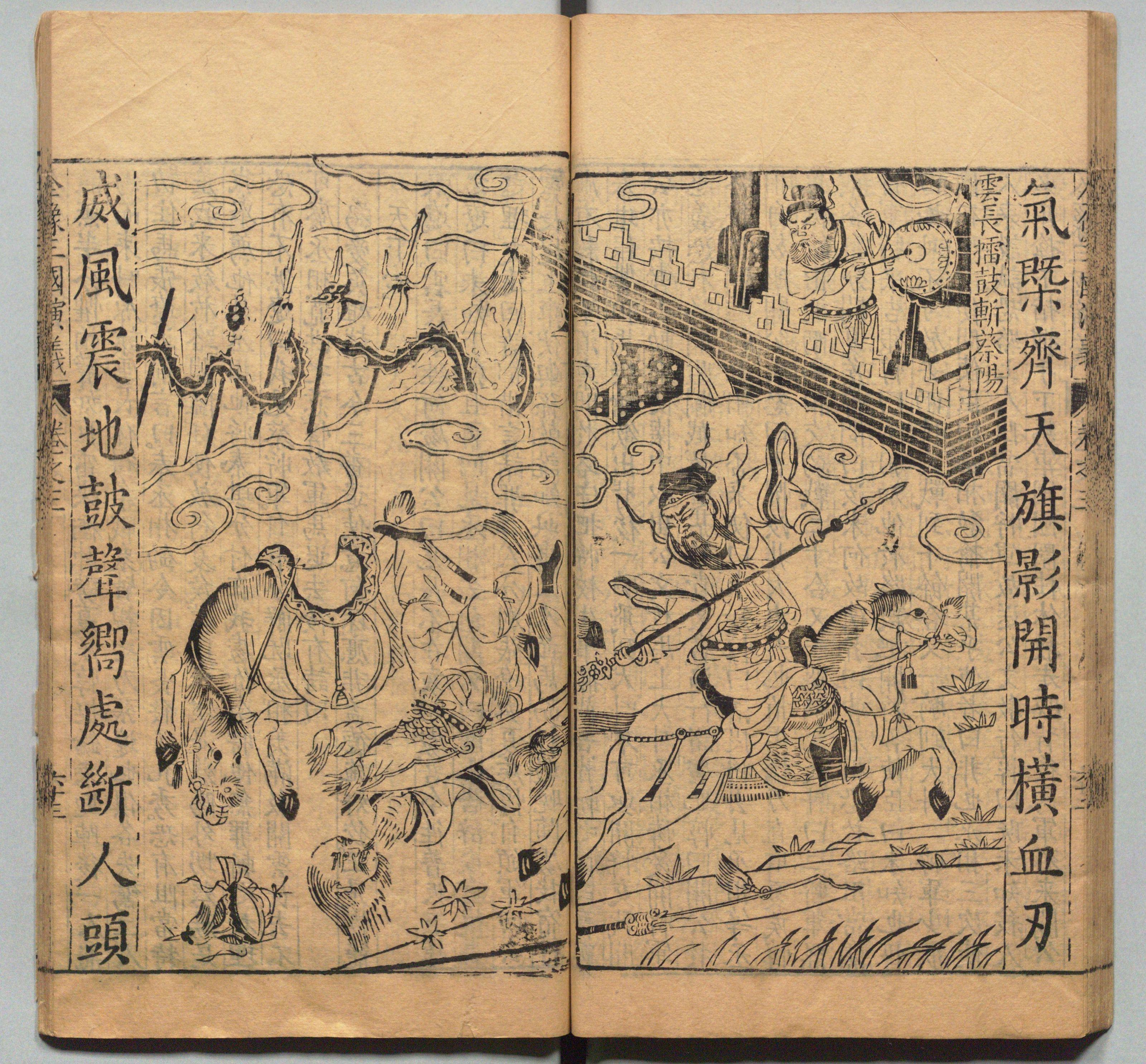

채양(蔡陽,? ~ 201년)은 중국 후한.위나라의 장수

## 생애
조조(曹操)를 섬겼다.
조조가 하북의 원소(袁紹)와 대치중이었는데 때마침 유비(劉備)는 원소의 명으로 여남에 파견하게 되어 황건적의 두목 유벽(劉辟), 공도(龔都)의 무리와 합쳐 수천명의 병사를 이끌어 여남에 진을 치자, 채양을 보내 공격하지만 유비에게 패사했다.

## 《삼국지연의》에서의 채양
조조가 관우(關羽)를 유비의 곁으로 떠나보내자 홀로 관우를 죽여야 한다고 진언했으나 조조에게 거절 당한다. 그리고 활주관을 지키고 있던 조카 진기(秦期)가 관우의 손에 죽었다는 소식을 듣자 조조에게 관우를 추격하겠다고 진언했으나 또다시 거절 당했다.
그 후 조조의 명으로 여남으로 이동도중 관우가 고성에 있다는 소식을 듣자 군사들을 이끌고 관우를 추격해 관우와 일기토를벌여 관우한테죽었다